# Β反轉錄病毒屬
β反轉錄病毒（学名：Betaretrovirus）是反轉錄病毒科下的一個屬，此屬的病毒具有B型或C型的外觀。

## 下属物种
本属包括以下物种：
- 羊肺腺瘤病毒 Jaagsiekte sheep retrovirus
- Langur virus
- 梅森辉瑞猴病毒 Mason-Pfizer monkey virus
- 小鼠乳癌病毒 Mouse mammary tumor virus ，老鼠乳癌病毒
- Squirrel monkey retrovirus

## 外部連結
- 微生物免疫學-Retroviridae(反轉錄病毒科) （页面存档备份，存于）

1. ↑  . GBIF.   [2022-11-09]. （原始内容存档于2022-11-09）.